# Demografia do Acre
 A  Demografia do Acre,com dados populacionais de 2009 e territoriais de 2008.
O Acre tem, segundo o censo de 2000, 557.526 hab. No censo de 1991, foram contados 417.165 hab. O índice de crescimento foi de 3,3% ao ano, acima, portanto, da média nacional que, no mesmo período (1991-2006), foi de 1,33%. Estimativa para 2008, 680.073 hab.

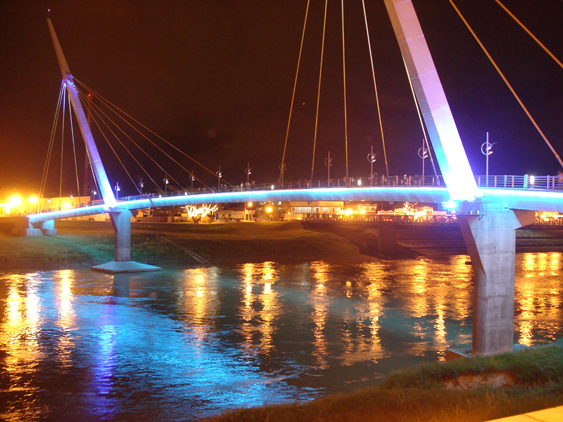
Rio Branco, a maior cidade do Acre

Em 2000, 66,41% da população moravam nas cidades, e desses, 89,42% viviam na capital. No interior, a população vive dispersa ao longo dos rios, ocupada na extração de borracha, castanha-do-pará e madeiras.
As densidades demográficas, em 2006, mostravam-se bastante homogêneas. Na região mais povoada, a do baixo Acre, havia 17,2 hab./km² e, na menos povoada, a do alto Purus, 1,1 hab./km².
Na formação da população acriana entraram, além dos índios, os nordestinos - principalmente cearenses - que aí chegaram maciçamente durante o período áureo da borracha (1880-1913) e os sulistas, que chegaram maciçamente durante a década de 70 em diante.
Houve também imigrações de árabes, italianos (ambas as maiores da Região Norte), e de japoneses, alemães e eslavos (esses em pequena escala).

## Evolução demográfica
Evolução demográfica do estado do Acre.

## Principais centros urbanos
- Rio Branco, capital e centro administrativo, econômico e cultural, e também o mais populoso município, com 305.954 habitantes, quase metade da população estadual.
- Cruzeiro do Sul é a segunda maior cidade acriana e um porto do rio Juruá, sendo também a mais desenvolvida da mesorregião que recebe o mesmo nome.

Outros municípios mais populosos são (IBGE 2009): Sena Madureira, com 36.166 habitantes; Tarauacá, com 33.833 habitantes; Feijó com 32.261 habitantes e Brasileia, com 20.238 habitantes.
|    |  | Município            | População | Mesorregião   | Microrregião    |
| -- |  | -------------------- | --------- | ------------- | --------------- |
| 1  |  | Rio Branco           | 305.954   | Vale do Acre  | Rio Branco      |
| 2  |  | Cruzeiro do Sul      | 77.004    | Vale do Juruá | Cruzeiro do Sul |
| 3  |  | Sena Madureira       | 36.166    | Vale do Acre  | Sena Madureira  |
| 4  |  | Tarauacá             | 33.883    | Vale do Juruá | Tarauacá        |
| 5  |  | Feijó                | 32.261    | Vale do Juruá | Tarauacá        |
| 6  |  | Brasiléia            | 20.238    | Vale do Acre  | Brasileia       |
| 7  |  | Senador Guiomard     | 19.697    | Vale do Acre  | Rio Branco      |
| 8  |  | Plácido de Castro    | 18.235    | Vale do Acre  | Rio Branco      |
| 9  |  | Xapuri               | 15.079    | Vale do Acre  | Brasileia       |
| 10 |  | Mâncio Lima          | 14.774    | Vale do Juruá | Cruzeiro do Sul |
| 11 |  | Porto Acre           | 14.682    | Vale do Acre  | Rio Branco      |
| 12 |  | Marechal Thaumaturgo | 14.275    | Vale do Juruá | Cruzeiro do Sul |
| 13 |  | Epitaciolândia       | 14.224    | Vale do Acre  | Brasileia       |
| 14 |  | Rodrigues Alves      | 13.460    | Vale do Juruá | Cruzeiro do Sul |
| 15 |  | Acrelândia           | 12.241    | Vale do Acre  | Rio Branco      |
| 16 |  | Capixaba             | 9.287     | Vale do Acre  | Rio Branco      |
| 17 |  | Porto Walter         | 8.855     | Vale do Juruá | Cruzeiro do Sul |
| 18 |  | Manoel Urbano        | 7.505     | Vale do Acre  | Sena Madureira  |
| 19 |  | Bujari               | 6.772     | Vale do Acre  | Rio Branco      |
| 20 |  | Jordão               | 6.520     | Vale do Juruá | Tarauacá        |
| 21 |  | Assis Brasil         | 5.662     | Vale do Acre  | Brasileia       |
| 22 |  | Santa Rosa do Purus  | 4.358     | Vale do Acre  | Sena Madureira  |